# Listă de localități din municipiul Chișinău
Această listă conține satele și orașele din municipiul Chișinău, Republica Moldova.
| Denumire       | oraș / centru de comună / sat                             |
| -------------- | --------------------------------------------------------- |
| Băcioi         | centru de comună                                          |
| Bîc            | sat în comuna Bubuieci                                    |
| Brăila         | sat în comuna Băcioi                                      |
| Bubuieci       | centru de comună                                          |
| Budești        | centru de comună                                          |
| Buneți         | sat în comuna Tohatin                                     |
| Ceroborta      | sat în comuna Cruzești                                    |
| Cheltuitori    | sat în comuna Tohatin                                     |
| Chișinău       | oraș, reședința municipiului, capitala Republicii Moldova |
| Ciorescu       | centru de comună                                          |
| Codru          | oraș                                                      |
| Colonița       | sat (comună)                                              |
| Condrița       | sat (comună)                                              |
| Cricova        | oraș                                                      |
| Cruzești       | centru de comună                                          |
| Dobrogea       | sat în Sîngera                                            |
| Dumbrava       | sat în comuna Trușeni                                     |
| Durlești       | oraș                                                      |
| Făurești       | sat în comuna Ciorescu                                    |
| Frumușica      | sat în comuna Băcioi                                      |
| Ghidighici     | sat (comună)                                              |
| Goian          | sat în comuna Ciorescu                                    |
| Goianul Nou    | sat în orașul Stăuceni                                    |
| Grătiești      | centru de comună                                          |
| Hulboaca       | sat în comuna Grătiești                                   |
| Humulești      | sat în comuna Bubuieci                                    |
| Revaca         | sat în Sîngera                                            |
| Stăuceni       | oraș                                                      |
| Străisteni     | sat în comuna Băcioi                                      |
| Sîngera        | oraș                                                      |
| Tohatin        | centru de comună                                          |
| Trușeni        | centru de comună                                          |
| Vadul lui Vodă | oraș                                                      |
| Vatra          | oraș                                                      |
| Văduleni       | sat în Vadul lui Vodă                                     |